# Ted van der Parre
Ted van der Parre (ur. 21 września 1955 w Amsterdamie) – holenderski strongman.
Najlepszy holenderski strongman w historii tego sportu. Mistrz Holandii Strongman w latach 1991, 1992 i 1994. Mistrz Świata Strongman 1992.

## Życiorys
Ted van der Parre zdobył dla Holandii jedyny dotychczas tytuł indywidualnego Mistrza Świata Strongman.
Był jednym z najwyższych strongmanów w historii tego sportu.
Wymiary
- wzrost: 213 cm
- waga: 159 kg
- biceps: 55 cm
- klatka piersiowa: 145 cm
- BMI: 35

## Osiągnięcia strongman
- 1989
  - 2. miejsce - Mistrzostwa Holandii Strongman
- 1990
  - 2. miejsce - Mistrzostwa Europy Strongman 1990
- 1991
  - 1. miejsce - Mistrzostwa Holandii Strongman
  - 4. miejsce - Mistrzostwa Europy Strongman 1991
  - 4. miejsce - Mistrzostwa Świata Strongman 1991
- 1992
  - 1. miejsce - Mistrzostwa Holandii Strongman
  - 5. miejsce - Mistrzostwa Europy Strongman 1992
  - 1. miejsce - Mistrzostwa Świata Strongman 1992
- 1994
  - 1. miejsce - Mistrzostwa Holandii Strongman
  - 7. miejsce - Mistrzostwa Europy Strongman 1994
  - 8. miejsce - Mistrzostwa Świata Strongman 1994 (kontuzjowany)
- 1995
  - 10. miejsce - Mistrzostwa Europy Strongman 1995